# 自然法

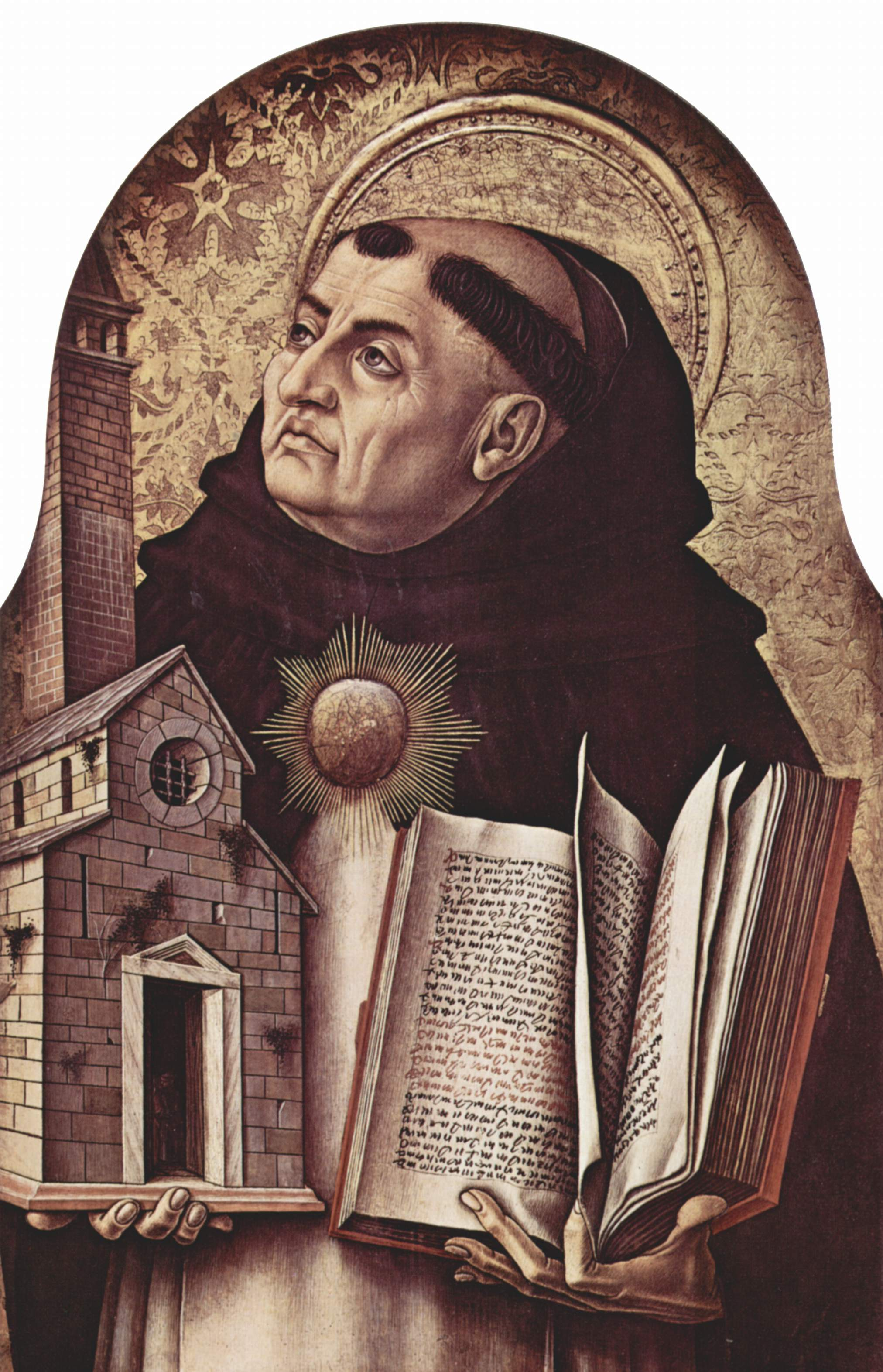
欧洲中世纪经院派哲学家和神学家托马斯·阿奎纳从古希腊哲学中复兴并发展了自然法概念。

自然法（英語：Natural law, Laws of Nature），为独立于政治上的实在法而存在的正义体系。对它的诠释与使用在历史上千差万别。通常而言，自然法的意义包括道德理论与法学理论。根据自然法的道德学说，在某种意义上，支配人类行为的道德规范起源于人类的自然本性或和谐的宇宙真理；而依照自然法的法学理论，法律准则的权威则至少部分来自针对那些准则所具道德优势的思量。经典意义上的自然法是指从社会和个人角度、运用理性分析人性，并且演绎出个人道德行为背后所遵循的规律。
自然法的语义颇丰，它既是一类道德理论，又是一种法理学说，而这两种社会科学的核心却是截然不同的。在自然法的哲学体系中，法律与道德的概念时有交会，这种理念称作“交叠命题”。自然法的学派可谓百花齐放，其主要差异在于，在法律规范的确定方面，道德究竟扮演着何等重要的角色。英国政治哲学家托马斯·霍布斯在《利维坦》第十四、十五章中总共归纳出19条自然法则，并且这些法则可以被精简为一条简易的总则：己所不欲，勿施于人。他认为，自然法就是理性所发现的戒条或一般法则。

## 历史
古希腊哲学高度关注“自然”与“风俗”之间的差异，區分抽象原則與具體運作。法律支配的内容因地而异，然而“生而具者”却应该是处处相同的，这与后来的哲人们倾力追求的真理是一致的。上述习惯发展成为自然法的历史进步，通常被归功于斯多葛学派。这样的法律符合並体现了理性人对纯粹幸福的求索。这些理论在古罗马法学家之间具有很深刻的影响，并且从此扮演了后世法理学中举足轻重的角色。
尽管自然法有着异教起源，阿奎那仍然设法将自然法传统融入了基督教教义（毫无疑问，斯多葛学派哲学家们对异教崇拜那可疑的虔诚，在这个收编过程中颇有帮助）。这些神学家中最为显赫的，乃是希坡主教奥古斯丁，他将自然法视为人类祖先堕落之前的状态；同时，返璞归真的生活不再可能，人类需要代之以求援于神圣法和上帝的恩典。在十二世纪，格拉提安将如上理论倒置了，认为自然与神圣法是等同的。托马斯·阿奎那恢复了自然法的独立地位，他声称，作为人类理智尽善尽美的结晶，自然法可以接近，但无法完全代表神圣法。
所有对人为法的评价，应以其与自然法的一致性为标准。在某种意义上，一部非正义的法律根本算不上是法律。习惯法在制定法律内容的时候，即以独特的方式采纳了这种观念。如此一来，自然法就不仅仅是以道德价值衡量不同法律的标准，并且还是确定法律主张的先决要素。
自然法本身具有实现人类幸福的目的性，因而其内容便由“什么构成了人类的幸福”这个概念决定——是现世的安乐（如斯多葛派主张的）抑或来世的救赎（如基督教主张的）呢？践行自然法的国家，被看作是领导其国民走向纯粹幸福的政治机构。
到了17世纪，自然法遭到了来自部分人群的义正词严的批判。托马斯·霍布斯独创了一套符合众人意志的自然法理论：何为众人所寻求的（指幸福）乃是争论的焦点，然而在谈到他们惧怕的事物（例如凶杀）时，却可以达成广泛的共识。自然法反映并代表了理性人趋利避害的表现。在霍布斯看来，自然法要求人们服从君主的支配。这意味着君主所命令的一切都具有法律效力：自然法的权威禁止实在法对它的申诉。杰里米·边沁关于这一论题的修缮成为了法律实证主义的基本原理。
英国经验主义哲学家约翰·洛克将自然法融入了他的许多理论学说与哲学体系中，尤其是在《政府论》一书中。美利坚合众国第三任总统托马斯·杰弗逊在《美国独立宣言》中描述“不可剥夺的权利”时，亦引用了自然法理论，原文如下：
|  | We hold these truths to be self-evident, that all men are created equal, that they are endowed by their Creator with certain unalienable Rights, that among these are Life, Liberty and the pursuit of Happiness. |

|  | 我们认为下面这些真理是不言而喻的：人人生而平等，造物者赋予他们若干不可剥夺的权利，其中包括生命权、自由权和追求幸福的权利。 |

## 神學
罗马天主教会将自然法理解为造化中无所不在的规律，这在很大程度上受到托马斯·阿奎那的影响，这种观点同时也通过萨拉曼卡学派得以传播扩散。
该哲学系统认为人类是由躯体和精神组成的，并且物质的与非物质的（也许指灵魂）部分间紧密相连。按照这种理论，人类被描述为具备美德的物种。我们可以追求的这种美德，拥有许多具体表现，例如，生殖对于所有动物来说都是普遍与寻常的，然而对真理与智慧的崇尚和追求，却倾向于人类特有的才智。存在于我们躯体与精神之间那难解难分的联系，要求我们的行为不能仅仅受原始本能的影响，而更应该为高尚的理性所指引。

## 哲學

### 政治哲學
自然法主義堅信，「在統治者和主權人民之上，在全體人類之上，還有更高的法律。」自然法思想不僅是西方社會制度的基石，也是文明的根源，深植於西方思想，表現於《大憲章》、《獨立宣言》、《權利法案》及美國憲法，提供了是非對錯、公私行為的基准，成為對抗專制和暴民政治的根據，促進並保護自由民主體制的成長。但在20世紀，自然法主義趨向式微，人們認為觀念和信念是個人主觀的事情，沒有公共理據，不再堅持法治的理想。

### 道德哲學
自然法体系如今正经历着一场蜕变（如同法律实证主义那样）。许多美国哲学家，包括吉麦恩·戈瑞塞斯、约翰·芬尼斯、罗伯特·P·乔治，以及加拿大哲学家约瑟夫·波义耳，都已经创立了一套引人瞩目的，这一宝贵传统的崭新注解。在功利主义与康德哲学之外，自然法学说浸润着道德标准，也是分析哲学中第一原理伦理学说的时兴选择。“新自然法”理论正如它有时被理解的那样，是起源于戈瑞塞斯的理论，它集中关注“人类基本的善”（basic human goods），例如生命、知識、審美經驗等（这样的善具有“不证自明”的固有价值），以及这些善显示出的，与其他事物不可比较的性质。

## 法学
在法学中，自然法的学说指在自然状态中固有的正义法则（这可以解释为发现，而不是如同《权利法案》一样的发明），以及（或者）在解决冲突的自然过程中显现的规律（具体化为习惯法）。这两个方面实际上是非常不同的，甚至有时会相互对立或弥补，尽管他们拥有共同的特征，即这两者依赖无所不在的自然规律，而不似人为设计的正义法则。在上述两种情形的任何一个方面，自然法都被认为是独立于法律程序而自由存在，而不是简单地作为起源自法律系统的戒律。鉴于法律实证主义会说，一部无典可查的法律是不公正的法律，自然法也许会回应道，一部不公正的法不足以法律论之（即恶法非法）。法律诠释主义（在英语世界，罗纳德·德沃金对它的捍卫是十分著名的）坚持要有一个区别于自然法或实证主义的立场。

### 國際法
17世紀胡果·格老秀斯將他的国际法奠基于自然法。特別他论海洋自由和正义战争理论的著作更是直接诉诸自然法。关于自然法本身，他写道：「即使一位全能者的旨意都不能改变或废除」自然法，「即使我们假设那不可能的事——就是上帝不存在，或它不关心世人之事，它都将保持其客观的有效性」（De iure belli ac pacis, Prolegomeni XI）。这就是有名的「假设上帝不存在（etiamsi daremus non esse Deum)」的论证，使得自然法不再必然地连结于神学。

### 憲法
自然法的概念在英裔美国人的习惯法发展史上，据有至关重要的地位。在议会与君主政治的斗争中，议会方面时常从英国基本法中引经据典，而英国基本法有史以来便蕴含了自然法的精神，并且对于君主的权力做出了限制。自然法原理在英国《权利法案》和美国《独立宣言》中表露无遗，此外19世纪无政府主义者、法理学家莱桑德·斯普纳也对自然法做了明确表述。

### 意定法
法学上与自然法相对应的是意定法，即合意达成利益平衡而形成的法律，但意定法的制定也离不开自然法。二者分别相对应于“天赋人权”与“人赋人权”。